# Біленька (притока Оскола)
Біленька (рос. Беленькая, Белинькая) — річка в Російській Федерації, що протікає в Новооскольському районі Бєлгородській області.
Гирло річки розташоване за 315 км по лівому берегу річки Оскіл, неподалік від селища Велика Шонома та села Мала Шонома. Довжина — 28 км, площа водозабірного басейну — 346 км².